# Муя (Іспанія)
Муя́ (кат. Moià) — муніципалітет, розташований в Автономномнону регіоні Каталонія, в Іспанії. Код муніципалітету за номенклатурою Інституту статистики Каталонії — 81385. Знаходиться у районі (кумарці) Муянес (до 2015 року Бажас) провінції Барселона, згідно з новою адміністративною реформою перебуватиме у складі Баґарії (округи) Центральна Каталонія.

## Населення
Населення міста (у 2007 році) становить 5.486 осіб (з них менше 14 років — 17,5 %, від 15 до 64 — 67 %, понад 65 років — 15,5 %). У 2006 р. народжуваність склала 72 особи, смертність — 48 осіб, зареєстровано 23 шлюби. У 2001 р. активне населення становило 2.246 осіб, з них безробітних — 143 особи.

Серед осіб, які проживали на території міста у 2001 році, 3.517 народилися в Каталонії (з них 2.139 осіб у тому самому районі, або кумарці), 609 осіб приїхало з інших регіонів Іспанії, а 218 осіб приїхало з-за кордону. 

Університетську освіту має 12,1 % усього населення. 

У 2001 році нараховувалося 1.534 домогосподарства (з них 20,6 % складалися з однієї особи, 25,6 % з двох осіб, 22,6 % з 3 осіб, 22,3 % з 4 осіб, 5,7 % з 5 осіб, 2,3 % з 6 осіб, 0,5 % з 7 осіб, 0,2 % з 8 осіб і 0,2 % з 9 і більше осіб).

Активне населення міста у 2001 році працювало у таких сферах діяльності: у сільському господарстві — 3,4 %, у промисловості — 29,2 %, на будівництві — 14,4 % і у сфері обслуговування — 53 %. 

 У муніципалітеті або у власному районі (кумарці) працює 1.695 осіб, поза районом — 802 особи.

### Безробіття
У 2007 році нараховувалося 145 безробітних (у 2006 р. — 171 безробітний), з них чоловіки становили 29,7 %, а жінки — 70,3 %.

## Економіка

### Підприємства міста

#### Промислові підприємства
| \| Промислові підприємства міста, за сферою діяльності \| Промислові підприємства міста, за сферою діяльності \| Промислові підприємства міста, за сферою діяльності \| \| Рік \| 2002 р. \| 2001 р. \| \| --------------------------------------------------- \| --------------------------------------------------- \| --------------------------------------------------- \| \| Енергетичні та водні ресурси \| 1,5 % \| 1,7 % \| \| Хімія та метали \| 7,5 % \| 8,3 % \| \| Переробка металів \| 23,9 % \| 23,3 % \| \| Продукти харчування \| 10,4 % \| 8,3 % \| \| Текстиль \| 22,4 % \| 26,7 % \| \| Виробництво меблів, видання \| 28,4 % \| 28,3 % \| \| Інше \| 6 % \| 3,3 % \| \| Усього підприємств \| 67 \| 60 \| |         |         |
| Промислові підприємства міста, за сферою діяльності |         |         |
| Рік | 2002 р. | 2001 р. |
| Енергетичні та водні ресурси | 1,5 %   | 1,7 %   |
| Хімія та метали | 7,5 %   | 8,3 %   |
| Переробка металів | 23,9 %  | 23,3 %  |
| Продукти харчування | 10,4 %  | 8,3 %   |
| Текстиль | 22,4 %  | 26,7 %  |
| Виробництво меблів, видання | 28,4 %  | 28,3 %  |
| Інше | 6 %     | 3,3 %   |
| Усього підприємств | 67      | 60      |

#### Роздрібна торгівля
| \| Підприємства роздрібної торгівлі міста, за сферою діяльності \| Підприємства роздрібної торгівлі міста, за сферою діяльності \| Підприємства роздрібної торгівлі міста, за сферою діяльності \| \| Рік \| 2002 р. \| 2001 р. \| \| ------------------------------------------------------------ \| ------------------------------------------------------------ \| ------------------------------------------------------------ \| \| Продукти харчування \| 32,1 % \| 33 % \| \| Одяг та взуття \| 23,8 % \| 20,5 % \| \| Товари для дому \| 13,1 % \| 15,9 % \| \| Книги та періодичні видання \| 0 % \| 0 % \| \| Промислова хімічна продукція \| 7,1 % \| 8 % \| \| Продукція, пов'язана з транспортними засобами \| 3,6 % \| 3,4 % \| \| Інше \| 20,2 % \| 19,3 % \| \| Усього підприємств \| 84 \| 88 \| |         |         |
| Підприємства роздрібної торгівлі міста, за сферою діяльності |         |         |
| Рік | 2002 р. | 2001 р. |
| Продукти харчування | 32,1 %  | 33 %    |
| Одяг та взуття | 23,8 %  | 20,5 %  |
| Товари для дому | 13,1 %  | 15,9 %  |
| Книги та періодичні видання | 0 %     | 0 %     |
| Промислова хімічна продукція | 7,1 %   | 8 %     |
| Продукція, пов'язана з транспортними засобами | 3,6 %   | 3,4 %   |
| Інше | 20,2 %  | 19,3 %  |
| Усього підприємств | 84      | 88      |

#### Сфера послуг
| \| Підприємства міста, що працюють у сфері послуг, за діяльністю \| Підприємства міста, що працюють у сфері послуг, за діяльністю \| Підприємства міста, що працюють у сфері послуг, за діяльністю \| \| Рік \| 2002 р. \| 2001 р. \| \| ------------------------------------------------------------- \| ------------------------------------------------------------- \| ------------------------------------------------------------- \| \| Гуртова торгівля \| 12,4 % \| 12,9 % \| \| Готелі та готельний бізнес \| 13,5 % \| 16,6 % \| \| Транспорт та зв'язок \| 13,5 % \| 13,5 % \| \| Посередницькі фінансові послуги \| 4,1 % \| 4,3 % \| \| Послуги підприємствам \| 4,7 % \| 4,9 % \| \| Послуги фізичним особам \| 38,2 % \| 35,6 % \| \| Нерухомість та ін. \| 13,5 % \| 12,3 % \| \| Усього підприємств \| 170 \| 163 \| |         |         |
| Підприємства міста, що працюють у сфері послуг, за діяльністю |         |         |
| Рік | 2002 р. | 2001 р. |
| Гуртова торгівля | 12,4 %  | 12,9 %  |
| Готелі та готельний бізнес | 13,5 %  | 16,6 %  |
| Транспорт та зв'язок | 13,5 %  | 13,5 %  |
| Посередницькі фінансові послуги | 4,1 %   | 4,3 %   |
| Послуги підприємствам | 4,7 %   | 4,9 %   |
| Послуги фізичним особам | 38,2 %  | 35,6 %  |
| Нерухомість та ін. | 13,5 %  | 12,3 %  |
| Усього підприємств | 170     | 163     |

## Житловий фонд
У 2001 р. 4,3 % усіх родин (домогосподарств) мали житло метражем до 59 м2, 31,3 % — від 60 до 89 м2, 35,7 % — від 90 до 119 м2 і
28,7 % — понад 120 м2.

З усіх будівель у 2001 р. 31,2 % було одноповерховими, 55,8 % — двоповерховими, 9,8 % — триповерховими, 2,4 % — чотириповерховими, 0,7 % — п'ятиповерховими, 0,1 % — шестиповерховими,
0 % — семиповерховими, 0 % — з вісьмома та більше поверхами.

## Автопарк
| \| Автомобілі, зареєстровані у місті, за призначенням \| Автомобілі, зареєстровані у місті, за призначенням \| Автомобілі, зареєстровані у місті, за призначенням \| \| Рік \| 2006 р. \| 2005 р. \| \| -------------------------------------------------- \| -------------------------------------------------- \| -------------------------------------------------- \| \| Приватні автомобілі \| 62,8 % \| 63,7 % \| \| Мотоцикли \| 9,3 % \| 9 % \| \| Вантажівки \| 24 % \| 23,7 % \| \| Трактори \| 0,3 % \| 0,4 % \| \| Автобуси та ін. \| 3,6 % \| 3,1 % \| \| Усього автомобілів \| 3.799 шт. \| 3.601 шт. \| |           |           |
| Автомобілі, зареєстровані у місті, за призначенням |           |           |
| Рік | 2006 р.   | 2005 р.   |
| Приватні автомобілі | 62,8 %    | 63,7 %    |
| Мотоцикли | 9,3 %     | 9 %       |
| Вантажівки | 24 %      | 23,7 %    |
| Трактори | 0,3 %     | 0,4 %     |
| Автобуси та ін. | 3,6 %     | 3,1 %     |
| Усього автомобілів | 3.799 шт. | 3.601 шт. |

## Вживання каталанської мови
У 2001 р. каталанську мову у місті розуміли 97,2 % усього населення (у 1996 р. — 98,4 %), вміли говорити нею 86,6 % (у 1996 р. — 89,5 %), вміли читати 85,3 % (у 1996 р. — 83,6 %), вміли писати 65,7 % (у 1996 р. — 56,7 %). Не розуміли каталанської мови 2,8 %.

## Політичні уподобання
У виборах до Парламенту Каталонії у 2006 р. взяло участь 2.359 осіб (у 2003 р. — 2.510 осіб). Голоси за політичні сили розподілилися таким чином:
| \| Вибори до Парламенту Каталонії \| Вибори до Парламенту Каталонії \| Вибори до Парламенту Каталонії \| \| Рік \| 2006 р. \| 2003 р. \| \| -------------------------------------- \| ------------------------------ \| ------------------------------ \| \| Конвергенція та Єднання (CiU) \| 44,4 % \| 45,7 % \| \| Соціалістична партія Каталонії (PSC) \| 17,1 % \| 16,7 % \| \| Народна партія (PP) \| 6,1 % \| 5,7 % \| \| Ініціатива за зелену Каталонію (IC) \| 10,1 % \| 6,5 % \| \| Республіканська лівиця Каталонії (ERC) \| 20 % \| 24,6 % \| \| Громадянська партія (C's) \| 0,3 % \| 0 % \| \| Інші \| 1,9 % \| 0,7 % \| |         |         |
| Вибори до Парламенту Каталонії |         |         |
| Рік | 2006 р. | 2003 р. |
| Конвергенція та Єднання (CiU) | 44,4 %  | 45,7 %  |
| Соціалістична партія Каталонії (PSC) | 17,1 %  | 16,7 %  |
| Народна партія (PP) | 6,1 %   | 5,7 %   |
| Ініціатива за зелену Каталонію (IC) | 10,1 %  | 6,5 %   |
| Республіканська лівиця Каталонії (ERC) | 20 %    | 24,6 %  |
| Громадянська партія (C's) | 0,3 %   | 0 %     |
| Інші | 1,9 %   | 0,7 %   |

У муніципальних виборах у 2007 р. взяло участь 2.600 осіб (у 2003 р. — 2.449 осіб). Голоси за політичні сили розподілилися таким чином:
| \| Муніципальні вибори \| Муніципальні вибори \| Муніципальні вибори \| \| Рік \| 2007 р. \| 2003 р. \| \| -------------------------------------- \| ------------------- \| ------------------- \| \| Конвергенція та Єднання (CiU) \| 47,7 % \| 53,6 % \| \| Соціалістична партія Каталонії (PSC) \| 10,6 % \| 11,1 % \| \| Народна партія (PP) \| 3,2 % \| 0 % \| \| Ініціатива за зелену Каталонію (IC) \| 0 % \| 0 % \| \| Республіканська лівиця Каталонії (ERC) \| 38,5 % \| 35,3 % \| \| Громадянська партія (C's) \| 0 % \| 0 % \| \| Інші \| 0 % \| 0 % \| |         |         |
| Муніципальні вибори |         |         |
| Рік | 2007 р. | 2003 р. |
| Конвергенція та Єднання (CiU) | 47,7 %  | 53,6 %  |
| Соціалістична партія Каталонії (PSC) | 10,6 %  | 11,1 %  |
| Народна партія (PP) | 3,2 %   | 0 %     |
| Ініціатива за зелену Каталонію (IC) | 0 %     | 0 %     |
| Республіканська лівиця Каталонії (ERC) | 38,5 %  | 35,3 %  |
| Громадянська партія (C's) | 0 %     | 0 %     |
| Інші | 0 %     | 0 %     |

## Відомі особистості
В поселенні народився:
- Рафаель Казанова (1660—1743) — каталонський юрист.